# Riu Devi
El riu Devi (literalment "La deessa", que és el títol especialment aplicat a l'esposa de Xiva “el Destructor”) és un riu d'Orissa, un dels principals subdistributaris del Mahanadi. És forma per la unió del Gran i el Petit Devi, dos distributaris separats del Katjuri, afluent del Mahanadi. Corre pel districte de Jagatsinghpur i pel districte de Puri i desaigua al golf de Bengala. Forma la darrera part de la gran xarxa de canals en què es bifurca el Katjuri; diverses branques s'uneixen quan s'acosten a la badia de Bengala i formen un estuari anomenat Devi. Un vell far del segle xix es va instal·lar a la seva desembocadura.